# Морфасо (Пјаченца)
Морфасо (итал. Morfasso) је насеље у Италији у округу Пјаченца, региону Емилија-Ромања.
Према процени из 2011. у насељу је живело 200 становника. Насеље се налази на надморској висини од 638 м.

## Становништво
Према резултатима пописа становништва 2011. у општини је живело 1.105 становника.
| 1931. | 1936. | 1951. | 1961. | 1971. | 1981. | 1991. | 2001. | 2011. |
| ----- | ----- | ----- | ----- | ----- | ----- | ----- | ----- | ----- |
| 4.531 | 4.686 | 4.816 | 3.730 | 2.599 | 2.178 | 1.737 | 1.371 | 1.105 |